# Уміркований та щирий
Уміркований та щирий — це твір Володимира Винниченка виданий вперше у 1908 році, який за об'ємом нагадує оповідання.

## Зміст
Твір складений у формі листа адресований жінці, автор якого потрапив до в'язниці через неприємний інцидент. Головний герой Самжаренко, запроторений за ґрати оповідач, зіткнувся навмисно зі старим знайомим Недоторканим, — щирим українцем, затятим і агресивним патріотом. У процесі спільної мандрівки, яка зав'язалась випадково, головні герої сідають на потяг і рушають додому. В результаті не переломних суперечок, викликаних Недоторканим, варта арештовує їх.
Підґрунтям до написання твору стала проблематика соціальних типів, викликаних на початку 20-того ст., українців поміркованих, себто налаштованих підтримувати все українське, проте уникаючи зайвих конфліктів, та щирих, які усіляко намагаються проявити власну українськість, утвердитись, інколи через тиск на інших або провокації.
Головна річ покладається на те, що відомо українцям і по нині, це комплекс меншовартості, який компенсується різкими виявами власної національної ідентичності, через шароварщину, надумані міфи уславлення й надмірний патріотизм. Іншим боком монети є ті, хто не здатний боротися за власне культурне надбання, право на визначення, і намагаюся проявляються соціальну кволість, чим буквально поступаються домінантним культурам.
В. Винниченко намагається висвітлити перед читачами проблематику, щодо ставлення перед «національним питанням» у формі гіперболізації, сатири, доведення до абсурду, крізь принцип сартівського «проєктування змін», коли тенденція, якою можливо насправді не існує, дещо перебільшується і вгадується, завдяки чому читач мусить надати власну ствердну відповідь прочитаному.